# Валаам (прорицатель)
Валаа́м (др.-греч. Βαλαάμ, лат. Balaam, ивр. בִּלְעָם‎, Биль‘ам, Билеам; гематрия — 142), в Пятикнижии — прорицатель из города Пефор (Птор) или Фафур, на Верхнем Евфрате, призванный, согласно библейскому повествованию, царём Моава Валаком проклясть израильтян, расположившихся станом в степях Заиорданья против Иерихона и готовившихся к вступлению в Землю Обетованную. Имя отца Валаама — Веор.

## Сюжет

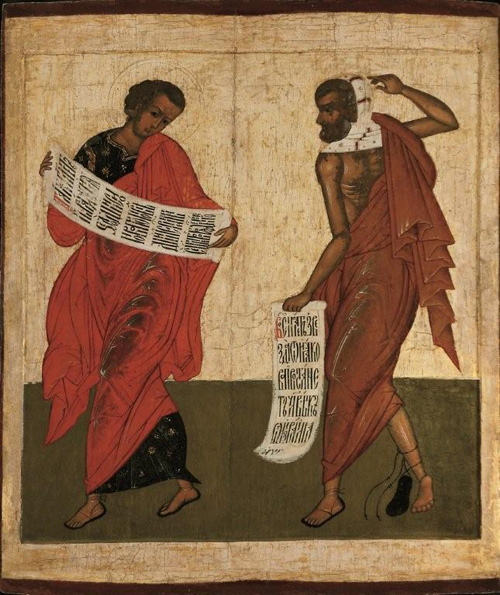
Пророк Захария и прорицатель Валаам
XVII век, икона пророческого ряда

По библейскому рассказу, царь Валак узнал, что евреи истребили амореев. Для того, чтобы сохранить свой народ — моавитян от истребления их евреями, Валак решил прибегнуть к помощи прорицателя Валаама. Валак верил, что если Валаам проклянёт евреев, то его народ победит евреев в будущей битве. Когда Валаам выехал к Валаку, ослица Валаама увидела ангела, стоящего на дороге с обнажённым мечом, и заговорила с Валаамом, после чего он и сам увидел ангела. По велению Бога Валаам не проклял израильтян, а трижды благословил их, предсказав им победу над врагами (Чис. 22-25). Валаам был убит израильтянами во время истребления мадианитян (Чис. 31).
Изначально евреи не собирались нападать на мадианитян, так как они были потомками Авраама. Конфликт вышел из-за самого Валаама. Он хоть и не проклял Израиль, но, предположительно, потом дал дружеский совет Валаку — развратить с помощью женщин израильских мужчин (для того, чтобы Бог Израиля отвернулся от избранного народа). Война (пророчество Валаама о которой ничего хорошего самим мадианитянам не предвещало) началась именно из-за этой его провокации. Согласно плану Валаама, мадианитянки приглашали евреев в городки Моава (в основном, на какие-то праздники) и занимались с ними разного рода уголовными по израильским законам делами (идолопоклонство, прелюбодейство и т. п.). Однако этот план не пошёл по запланированному сценарию. Умертвив 24 тысячи израильтян, Бог внезапно приказал начать войну с мадианитянами и истребить их.

## Предсказание
Его предсказание входит в число ветхозаветных пророчеств о Христе:

Вижу Его, но ныне еще нет; зрю Его, но не близко. Восходит звезда от Иакова и восстает жезл от Израиля, и разит князей Моава и сокрушает всех сынов Сифовых
— Чис. 24:17
Эти слова Валаама, смотрящего с горы на еврейский народ, о «Потомке» этого народа (мессии), который именуется «звездой» и «жезлом». Валаам предсказывает поражение пригласивших его князей Моава и потомков Сифа, подразумевая здесь сокрушение сил зла, ополчающихся на Царство Мессии.

## Упоминание в Новом Завете
Валаам трижды упоминается в Новом Завете (в том числе в Откровении Иоанна Богослова) как пример человека, склонного за мзду неправедную на преступления против Бога и людей (2Пет. 2:15, Иуд. 1:11, Откр. 2:14).

## Раввинистическая интерпретация
В трактате Санхедрин Валаам упомянут среди четырёх простолюдинов, которые не имеют доли в грядущем мире (Олам хa-ба) из-за своего нечестия (Санг., X. 2), трое других: Ахитофел, Доик и Гиезий.

## Надпись из Дейр-Алла

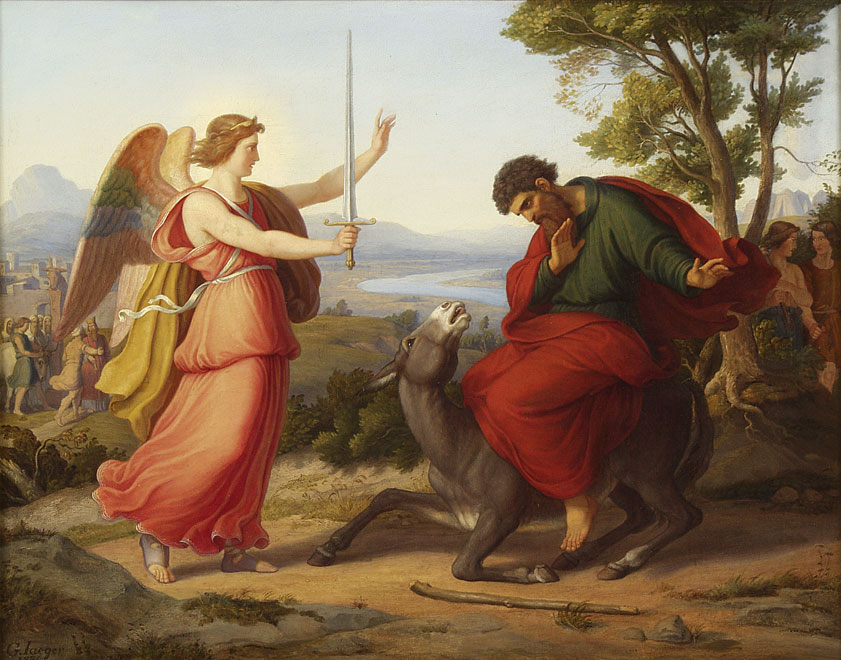
Валаам и ангел
(художник Густав Йегер)

В 1967 году в холме Дейр-Алла на востоке Иорданской долины нидерландская экспедиция во главе с профессором Хенком Франкеном (Henk J. Franken) во время раскопок древнего капища обнаружила штукатурку с надписью на раннеарамейском языке, впервые опубликованной в 1976 году. В тексте речь идёт о прорицателе Валааме. Реконструкция Андре Лемэра:

Надпись [Ba]лаама, [сына Вео]рова, человека, который был боговидцем. Вот, боги пришли к нему ночью, и [говорили с] ним согласно этим сло[вам], и они сказали [Валаа]му, сыну Веорову, так: «Вот явилось последнее пламя, огонь наказания явился!». И встал Валаам на следующий день [… несколько?] дней […] и он не мо[г есть], и плакал он сильно. И его люди пришли к нему и с[казали] Валааму, сыну Веорову: «Почему ты ничего не ешь и почему плачешь?» И он сказал им: "Сядьте! Я покажу вам, как вели[ко бедствие!], и, идите, смотрите дела богов! Боги собрались и могущественные установили дату, и они сказали Ша[ма]ш: "Сшивай, закрой небеса твоим облаком! Пусть здесь будет тьма и ничего сияющего […? …], для вас вызовет ужас [облач]ной тьмой, и не будете шуметь никогда, но [в месте своем ?] стриж, летучая мышь, орел и пели[кан], стервятники, страус и а[ист и] молодые соколы, и сова, цыплята цапли, голубя, хищной птицы, голубь и воробей, [каждая птица не]бесная, и [на земле] внизу, в месте, где [пастушеский] посох вел овец, зайцы едят 10. [совер]шенно свобод[но …]

## Христианские писатели о Валааме
Тертуллиан и Иероним пишут о том, что Валаам имел действительно дар прорицания от Бога, но страсть к наживе помешала воспользоваться Валааму его даром.
В песнопениях Православной церкви волхвы, пришедшие поклониться рождению Христа, называются учениками Валаама. А самого Валаама называют в песнопениях «звездочётом».